# Force athlétique aux Jeux paralympiques d'été de 2016
Navigation
Londres 2012 Tokyo 2020
La compétition de force athlétique des Jeux paralympiques d'été de 2016 se déroule  du 8 septembre 2012 au 14 septembre 2012 au Riocentro de Rio de Janeiro. Au maximum 180 athlètes participent dans 20 épreuves.
Selon les règles de classification de la "International Powerlifting Federation" (IPF), les athlètes qui ne peuvent pas participer aux évènements d'haltérophilie classique en raison d'une déficience physique affectant les jambes ou les hanches sont considérées comme admissibles à participer aux événements d'haltérophilie aux Jeux paralympiques.

## Les épreuves
L'ensemble des catégories de poids a évolué par rapport à la précédente olympiade
| Force athlétique aux Jeux paralympiques d'été de 2016 - Catégories de poids | Force athlétique aux Jeux paralympiques d'été de 2016 - Catégories de poids | Force athlétique aux Jeux paralympiques d'été de 2016 - Catégories de poids | Force athlétique aux Jeux paralympiques d'été de 2016 - Catégories de poids |
| Hommes                                                                      | Hommes                                                                      | Femmes                                                                      | Femmes                                                                      |
| --------------------------------------------------------------------------- | --------------------------------------------------------------------------- | --------------------------------------------------------------------------- | --------------------------------------------------------------------------- |
| 49 kg                                                                       | 80 kg                                                                       | 41 kg                                                                       | 67 kg                                                                       |
| 54 kg                                                                       | 88 kg                                                                       | 45 kg                                                                       | 73 kg                                                                       |
| 59 kg                                                                       | 97 kg                                                                       | 50 kg                                                                       | 79 kg                                                                       |
| 65 kg                                                                       | 107 kg                                                                      | 55 kg                                                                       | 86 kg                                                                       |
| 72 kg                                                                       | +107 kg                                                                     | 61 kg                                                                       | +86 kg                                                                      |

## Résultats

### Podiums masculins
| Épreuves | Or                           | Argent                | Bronze                                |
| -------- | ---------------------------- | --------------------- | ------------------------------------- |
| 49 kg    | Lê Văn Công (VIE)            | Omar Qarada (JOR)     | Nándor Tunkel (HUN)                   |
| 54 kg    | Roland Ezuruike (NGR)        | Wang Jian (CHN)       | Dimitrios Bakochristos (GRE)          |
| 59 kg    | Sherif Othman (EGY)          | Ali Jawad (GBR)       | Yang Quanxi (CHN)                     |
| 65 kg    | Paul Kehinde (NGR)           | Hu Peng (CHN)         | Shaaban Ibrahim (EGY)                 |
| 72 kg    | Liu Lei (CHN)                | Rasool Mohsin (IRQ)   | Nnamdi Innocent (NGR)                 |
| 80 kg    | Majid Farzin (IRI)           | Gu Xiaofei (CHN)      | Akhror Bozorov (UZB)                  |
| 88 kg    | Mohammed Khamis Khalaf (UAE) | Evânio da Silva (BRA) | Sodnompiljee Enkhbayar (MGL)          |
| 97 kg    | Mohamed Eldib (EGY)          | Qi Dong (CHN)         | Jose de Jesus Castillo Castillo (MEX) |
| 107 kg   | Pavlos Mamalos (GRE)         | Mohamed Ahmed (EGY)   | Ali Sadeghzadeh (IRI)                 |
| +107 kg  | Siamand Rahman (IRI)         | Amr Mosaad (EGY)      | Jamil Elshebli (JOR)                  |

### Podiums féminins
| Épreuves | Or                     | Argent                     | Bronze                      |
| -------- | ---------------------- | -------------------------- | --------------------------- |
| 41 kg    | Nazmiye Muratlı (TUR)  | Zhe Cui (CHN)              | Ni Nengah Widiasih (INA)    |
| 45 kg    | Hu Dandan (CHN)        | Latifat Tijani (NGR)       | Zoe Newson (GBR)            |
| 50 kg    | Lidiia Soloviova (UKR) | Rehab Ahmed (EGY)          | Đặng Thị Linh Phượng (VIE)  |
| 55 kg    | Amalia Pérez (MEX)     | Esther Oyema (NGR)         | Xiao Cuijuan (CHN)          |
| 61 kg    | Lucy Ejike (NGR)       | Fatma Omar (EGY)           | Yang Yan (CHN)              |
| 67 kg    | Tan Yujiao (CHN)       | Raushan Koishibayeva (KAZ) | Amal Mahmoud (EGY)          |
| 73 kg    | Ndidi Nwosu (NGR)      | Souhad Ghazouani (FRA)     | Amany Ali (EGY)             |
| 79 kg    | Bose Omolayo (NGR)     | Xu Lili (CHN)              | Lin Tzu-hui (TPE)           |
| 86 kg    | Randa Mahmoud (EGY)    | Tharwat Alhajjaj (JOR)     | Catalina Diaz Vilchis (MEX) |
| +86 kg   | Josephine Orji (NGR)   | Marzena Zięba (POL)        | Melaica Tuinfort (NED)      |

### Tableau des médailles
| Rang  | Nation              | Or | Argent | Bronze | Total |
| ----- | ------------------- | -- | ------ | ------ | ----- |
| 1     | Nigeria             | 6  | 2      | 1      | 9     |
| 2     | Chine               | 3  | 6      | 3      | 12    |
| 3     | Égypte              | 3  | 4      | 3      | 10    |
| 4     | Iran                | 2  | 0      | 1      | 3     |
| 5     | Mexique             | 1  | 0      | 2      | 3     |
| 6     | Grèce               | 1  | 0      | 1      | 2     |
| -     | Viêt Nam            | 1  | 0      | 1      | 2     |
| 8     | Turquie             | 1  | 0      | 0      | 1     |
| -     | Ukraine             | 1  | 0      | 0      | 1     |
| -     | Émirats arabes unis | 1  | 0      | 0      | 1     |
| 11    | Jordanie            | 0  | 2      | 1      | 3     |
| 12    | Grande-Bretagne     | 0  | 1      | 1      | 2     |
| 13    | Brésil              | 0  | 1      | 0      | 1     |
| -     | France              | 0  | 1      | 0      | 1     |
| -     | Irak                | 0  | 1      | 0      | 1     |
| -     | Kazakhstan          | 0  | 1      | 0      | 1     |
| -     | Pologne             | 0  | 1      | 0      | 1     |
| 18    | Taipei chinois      | 0  | 0      | 1      | 1     |
|       | Hongrie             | 0  | 0      | 1      | 1     |
|       | Indonésie           | 0  | 0      | 1      | 1     |
|       | Mongolie            | 0  | 0      | 1      | 1     |
|       | Pays-Bas            | 0  | 0      | 1      | 1     |
|       | Ouzbékistan         | 0  | 0      | 1      | 1     |
| Total | Total               | 20 | 20     | 20     | 60    |